# Bruce MacVittie
Bruce James MacVittie (* 14. Oktober 1956 in Providence, Rhode Island; † 7. Mai 2022 in New York City, New York) war ein US-amerikanischer Schauspieler.

## Leben
Bruce MacVittie wuchs in seiner Geburtsstadt Providence auf. Nachdem er bereits während seiner Highschoolzeit Schauspielerfahrung sammeln konnte, absolvierte er ein Schauspielstudium an der Boston University, wo er unter anderem für Jerzy Grotowski spielte. Anschließend zog er 1979 nach New York City, um sich auf seine Schauspielkarriere zu konzentrieren. Er fand Arbeit am The Ensemble Studio Theatre und spielte mehrere Jahre am Off-Broadway. Am Broadway wurde er als Ersatzschauspieler für James Hayden und dessen Rolle des Bobby, in dem von David Mamet geschriebenen Theaterstück American Buffalo. Nachdem das Stück auf nationale Tour ging und unter anderem auch in London aufgeführt wurde, stand er gemeinsam an der Seite von Al Pacino und J. J. Johnston auf der Bühne.
Seit Mitte der 1980er Jahre fand MacVittie regelmäßig Arbeit sowohl in Film- als auch in Fernsehproduktionen. Dabei konnte er sich allerdings nicht als Hauptdarsteller etablieren. Hauptsächlich für kleine Nebenrollen, häufig namenlose, wurde er in Filme wie Geboren am 4. Juli, Studio 54 und Million Dollar Baby besetzt. Im Fernsehen fand er Rollen in New Yorker Fernsehserien wie Sex and the City, Law & Order und Person of Interest.

## Filmografie (Auswahl)
- 1985: Spenser (Spenser: For Hire, Fernsehserie, Episode 1x11)
- 1985: Miami Vice (Fernsehserie, eine Folge)
- 1986: Die Whoopee Boys (The Whoopee Boys)
- 1988: Im Zeichen der Jungfrau (The January Man)
- 1988: Vibes – Die übersinnliche Jagd nach der glühenden Pyramide (Vibes)
- 1989: Geboren am 4. Juli (Born on the Fourth of July)
- 1990: Das Grauen hat viele Gesichter (Night Visions)
- 1991: Geboren in Queens (Queens Logic)
- 1991: Getäuscht (Deceived)
- 1991: The Doors
- 1991–2006: Law & Order (Fernsehserie, sieben Folgen)
- 1991: Na typisch! (He Said, She Said)
- 1992: Devlin – Blutige Intrige (Devlin)
- 1993: Mr. Wonderful
- 1994: Stephen Kings The Stand – Das letzte Gefecht (The Stand)
- 1998: Hi-Life in Manhattan (Hi-Life)
- 1998: Studio 54 (54)
- 1999: Sex and the City (Fernsehserie, eine Folge)
- 2000: Ein heißer Coup (Where the Money Is)
- 2001: Hannibal
- 2001: Law & Order: Special Victims Unit (Fernsehserie, eine Folge)
- 2002–2007: Criminal Intent – Verbrechen im Visier (Law & Order: Criminal Intent, Fernsehserie, zwei Folgen)
- 2002: Die Sopranos (The Sopranos, Fernsehserie, fünf Folgen)
- 2003: Happy End (Nowhere to Go But Up)
- 2004: Million Dollar Baby
- 2007: Army Wives (Fernsehserie, eine Folge)
- 2009: Gesetz der Straße – Brooklyn’s Finest (Brooklyn’s Finest)
- 2011: Person of Interest (Fernsehserie, eine Folge)
- 2013: Ass Backwards – Die Schönsten sind wir (Ass Backwards)